# 松平頼恭
松平 頼恭（まつだいら よりたか）は、江戸時代中期の大名。讃岐高松藩の第5代藩主。高松藩中興の祖といわれる。

## 生涯
正徳元年（1711年）5月20日、陸奥国守山藩主・松平頼貞の五男として誕生した。母は茂（松本氏）。高松藩の第4代藩主・松平頼桓の養子となり、元文4年（1739年）に頼桓が死去したため29歳で家督を継いだ。
当時の高松藩は元からの水不足に加え、火災が多発し、凶作が続いていたため財政が苦しくなっていった。これを打開するために、頼恭は質素倹約を実行し、藩士への禄を減らして財政再建を目指した。しかしその後も凶作が続き、藩札を発行するなどの対抗策を行ったが、これらはあまり効果がなかった。そこで藩の収入を上げるため、頼恭は家臣の平賀源内に命じて薬草の栽培を行わせた。また、当時は高価な貴重品であった砂糖栽培などの研究も行っている。さらに塩田を切り開いて塩の増産を図る努力を惜しまず、領民の声を聞くために投書箱も設置している。
宝暦9年（1759年）12月12日、第9代将軍・徳川家重の右大臣転任に伴い、陸奥会津藩主・松平容頌と共に上野国前橋藩主・松平朝矩が朝廷への使者として内定されたが、近江国彦根藩主で大老の井伊直幸が幕府内での序列（「譜代（将軍家家臣団）筆頭にして幕府大老の井伊家」である自分と、「親藩（将軍家親族）の筆頭格の一角である会津藩の松平容頌」、そして「親藩にして“将軍家の兄の家”である越前松平家一門の前橋藩主松平朝矩」）に鑑みた上で工作を行ったことにより、内定は覆されて松平容頌と井伊直幸の両名が使者となった。しかしのちに井伊直幸は養父の病気療養を理由に辞退。代わって頼恭が使者となった。
明和8年（1771年）7月18日に死去した。享年61。跡を長男の頼真が継いだ。

## 人物・逸話
- 藩政に尽力した頼恭を、高松藩中興の藩主として領民は称えたという。
- 本草学に詳しく、参勤交代の途中で大坂に立ち寄る時に平賀源内に命じて薬草を探させ、幾日も滞在して参勤の費用が多くなってしまったという。また、頼恭の命によって魚類などを描いた『衆鱗図』、鳥類図鑑『衆禽画譜』、植物図鑑『衆芳画譜』などが製作されている。
- 源内が田沼意次に召し出されると知った頼恭は今後、源内を召し抱えることは絶対に認めないという内容の回状を全大名に回したとの説もある（奉公構）。

## 系譜
- 正室：八代姫（1720年 - 1778年） - 細川宣紀七女
  - 長男：松平頼真（1743年 - 1780年）
  - 次男：大介
  - 三男：幸三郎
  - 三女：能 - 堀田正順正室
- 側室：由宇（峯岸氏）
  - 長女：繁 - 前田重煕婚約者のち徳大寺公城室
- 側室：利濃（中島氏）
  - 次女：元 - 松平資尹婚約者、のち宗義暢正室
- 側室：半（荒川氏）
  - 四男：松平頼起（1747年 - 1792年）
  - 五男：松平頼昌（1752年 - 1789年）
  - 六女：栄 - 松平武寛正室
  - 七女：嘉代 - 酒井忠以正室
  - 九女：悦 - 戸沢正産正室のち堀直教正室
- 側室：宮武氏
  - 四女：安
- 側室：渡邉氏
  - 五女：久
- 側室：永塚氏
  - 八女：津禰：小笠原長堯正室
- 側室：今木氏
  - 六男：松平頼周
- 側室：鈴木氏
  - 七男：松平頼裕（1753年 - 1801年）